# Maria Luíza Castelli
Maria Luíza Castelli (Guaporé, 13 de outubro de 1933 — Barueri, 21 de abril de 2024) foi uma atriz brasileira. Mãe do também ator Paulo Castelli, em 1993, aos 60 anos, decidiu deixar a carreira para se dedicar à área da saúde.

## Carreira
Estreou em 1950 no teatro e, em 1960, chegou na televisão pela TV Piratini, de Porto Alegre. No cinema se destacou em filmes como O Pequeno Mundo de Marcos (1968), Bem Dotado, o Homem de Itu (1978), Procuro uma Cama e As Aventuras de Mário Fofoca (ambos de 1982) e Os Bons Tempos Voltaram: Vamos Gozar Outra Vez (1985).

## Filmografia

### Televisão
| Ano       | Título                     | Personagem              | Emissora          |
| --------- | -------------------------- | ----------------------- | ----------------- |
| 1964      | O Segredo de Laura         | Geraldina               | Rede Tupi         |
| 1964      | Quem Casa com Maria?       | Ana Maria               | Rede Tupi         |
| 1964      | O Direito de Nascer        | Conceição de Juncal     | Rede Tupi         |
| 1965      | Um Rosto Perdido           | Elisa                   | Rede Tupi         |
| 1966      | A Família Pimenta          | Cláudia Pimenta         | Rede Tupi         |
| 1966      | A Inimiga                  | Magnólia                | Rede Tupi         |
| 1966      | A Ré Misteriosa            | Flora                   | Rede Tupi         |
| 1967      | Presídio de Mulheres       | Cláudia                 | Rede Tupi         |
| 1967      | Os Rebeldes                | Safira                  | Rede Tupi         |
| 1968      | Os Amores de Bob           | Isabela                 | Rede Tupi         |
| 1968      | Antônio Maria              | Carlota Dias Leme       | Rede Tupi         |
| 1969      | A Cabana do Pai Tomás      | Ofélia Saint Clair      | Rede Globo        |
| 1970      | Assim na Terra como no Céu | Elisa                   | Rede Globo        |
| 1970      | Pigmalião 70               | Laila Bonsucesso (Lalá) | Rede Globo        |
| 1973      | Cavalo de Aço              | Marta                   | Rede Globo        |
| 1973      | Os Ossos do Barão          | Verônica                | Rede Globo        |
| 1974      | Corrida do Ouro            | Ilka Silveira da Cunha  | Rede Globo        |
| 1976      | Xeque-mate                 | Mariana                 | Rede Tupi         |
| 1976      | O Julgamento               | Quiarela                | Rede Tupi         |
| 1977      | Éramos Seis                | Pepa                    | Rede Tupi         |
| 1980      | Pé de Vento                | Marta Viana             | Rede Bandeirantes |
| 1981      | Rosa Baiana                | Neide                   | Rede Bandeirantes |
| 1981      | O Resto É Silêncio         | Lívia                   | TV Cultura        |
| 1982      | Nem Rebeldes, nem Fiéis    | Zilda                   | TV Cultura        |
| 1982      | O Tronco do Ipê            | Baronesa Francisca      | TV Cultura        |
| 1982      | Paiol Velho                | Anita                   | TV Cultura        |
| 1982      | Música ao Longe            | Raquel                  | TV Cultura        |
| 1983      | A Justiça de Deus          | Beatriz Toledo          | SBT               |
| 1983      | Vida Roubada               | Esperança Montenegro    | SBT               |
| 1984–1985 | Joana                      | Janice Martins          | Rede Manchete     |
| 1985      | Caso Verdade               | Maria                   | TV Globo          |

### Cinema
| Ano  | Título                                         | Personagem |
| ---- | ---------------------------------------------- | ---------- |
| 1968 | O Pequeno Mundo de Marcos                      | Maria      |
| 1978 | O Bem Dotado - O Homem de Itu                  | Zilá       |
| 1982 | Procuro Uma Cama                               | Camila     |
| 1983 | As Aventuras de Mário Fofoca                   | Elisa      |
| 1985 | Os Bons Tempos Voltaram: Vamos Gozar outra vez | Judith     |
| 1991 | Mano a Mano                                    | Húngara    |
| 1993 | Capitalismo Selvagem                           | Eduarda    |

## No teatro
- 1953 - A Patativa
- 1953 - O Sangue
- 1956 - O Pão Nosso de Casa Dia
- 1958 - Cabocla
- 1969 - Antônio Maria
- 1969 - Um Gosto de Mel
- 1971 - O Camarada Mioussov
- 1974/1975 - O Jogo do Sexo
- 1976/1977 - Alegro Desbum
- 1976/1977 - Carla, Gigi e Margot
- 1977 - O Diário de Anne Frank
- 1978 - Camas Redondas, Casais Quadrados
- 1980/1982 - Como Agitar Seu Apartamento
- 1982/1983 - As Moças do Segundo Andar
- 1983 - Perfume de Camélia
- 1985 - Hamlet
- 1987 - Romaria
- 1989 - Temos Que Desfazer a Casa
- 1989 - Um É Pouco, Dois É Bom, Em Quatro... É Ótimo!
- 1990 - Qual É, Gatinho